# ایشتوان چوکاش
ایشتوان چوکاش (زادهٔ ۲ آوریل ۱۹۳۶ کیش‌اوی‌سالاش – درگذشته ۲۴ فوریه ۲۰۲۰ بوداپست) شاعر، نویسنده و عضو فرهنگستان ادبیات دیجیتالی مجارستان و برنده چندین جایزه از جمله جایزهٔ کشوت و جایزهٔ آتیلا یوژف بود.

## آثار
چوکاش متن چندین مجموعهٔ تلویزیونی کودکان را نوشته‌بود. نمونه‌ای از آثار او که در ایران پخش شدند به قرار زیر است:
- ماجراهای میرمور
- کوچکترین گوش‌دراز
- قصه‌های پوم پوم